# Аксиомы отделимости
Аксиомы отделимости — наборы дополнительных требований, налагаемых на топологические пространства, позволяющие изучать ограниченные классы топологических пространств со свойствами в той или иной степени близкими к метрическим пространствам. На предположении выполнения аксиом отделимости основано применение такой техники математического доказательства, как принцип разделимости.

## Аксиомы
Введено множество аксиом отделимости, наиболее широко используемых — шесть, обозначаемые соответственно T0, T1, T2, T3, T3½, T4 (от нем. Trennungsaxiom); кроме того, иногда используются другие аксиомы и их вариации (R0, R1, T2½, T5, T6 и другие).

### T0
T0 (аксиома Колмогорова): для любых двух различных точек {\displaystyle x} и {\displaystyle y} по крайней мере одна точка должна иметь окрестность, не содержащую вторую точку.

### T1
T1 (аксиома Тихонова): для любых двух различных точек {\displaystyle x} и {\displaystyle y} должна существовать окрестность точки {\displaystyle x}, не содержащая точку {\displaystyle y}, и окрестность точки {\displaystyle y}, не содержащая точку {\displaystyle x}. Эквивалентное условие: все одноточечные множества замкнуты.

### T2
T2 (аксиома Хаусдорфа): для любых двух различных точек {\displaystyle x} и {\displaystyle y} должны найтись непересекающиеся окрестности {\displaystyle U(x)} и {\displaystyle V(y)}.

### T3
T3: Для любого замкнутого множества и не содержащейся в нём точки существуют их непересекающиеся окрестности. Эквивалентное условие: для любой точки {\displaystyle x} и её окрестности {\displaystyle U} существует окрестность {\displaystyle V}, такая, что {\displaystyle x\in V\subset {\bar {V}}\subset U}. Иногда в определение аксиомы отделимости T3 включают требования аксиомы отделимости T1. Также иногда в определении регулярного пространства не включается требование аксиомы T1. Регулярное пространство — пространство, удовлетворяющие аксиомам T1 и T3.

### T3½
T3½: для любого замкнутого множества {\displaystyle F} и не содержащейся в нём точки {\displaystyle a} существует непрерывная (в данной топологии) числовая функция {\displaystyle f(x)}, заданная на этом пространстве, принимающая значения от {\displaystyle 0} до {\displaystyle 1} на всем пространстве, причем {\displaystyle f(a)=0} и {\displaystyle f(x)=1} для всех {\displaystyle x}, принадлежащих {\displaystyle F}. Пространства, удовлетворяющие аксиомам T1 и T3½ называются вполне регулярными пространствами или тихоновскими пространствами; при этом иногда выполнение T1 включают в определение T3½, а в определении вполне регулярного пространства не включают требование аксиомы T1 (тогда в определение тихоновского пространства она включается).

### T4
T4: для любых двух замкнутых непересекающихся множеств существуют их непересекающиеся окрестности. Эквивалентное условие: для любого замкнутого множества {\displaystyle F} и его окрестности {\displaystyle U} существует окрестность {\displaystyle V}, такая, что {\displaystyle F\subset V\subset {\bar {V}}\subset U} ({\displaystyle {\bar {V}}} — замыкание {\displaystyle V}). Нормальное пространство — пространства, удовлетворяющие T1 и T4. Иногда в определение T4 включают требование выполнения T1, а в определении нормального пространства не включается требование T1.

## Свойства
Некоторые соотношения аксиом отделимости и связанных с ними классов друг с другом:
- {\displaystyle T_{0}}, {\displaystyle T_{1}} и {\displaystyle T_{2}} не следуют из остальных аксиом (если в их определение не включается аксиома {\displaystyle T_{1}});
- из {\displaystyle T_{1}} следует {\displaystyle T_{0}};
- регулярные пространства являются хаусдорфовыми;
- вполне регулярные пространства являются регулярными;
- нормальные пространства являются также и вполне регулярными;
- компактные хаусдорфовы пространства являются нормальными.